# Agrupació Musical Senienca
Agrupació Musical Senienca és una agrupació musical fundada a la Sénia el 1904 per iniciativa del mestre Joan Baptista Esteller i Esteller (1881-1935) de Sant Jordi del Maestrat. Aviat en formarà una banda i una escola de música. Va mantenir una intensa activitat musical interrompuda per la guerra civil espanyola. El 1944 Simó Arasa i Torrens va reprendre les activitats de l'Agrupació i la va dirigir fins al 1984. L'agrupació participà en concursos de bandes de música d'arreu dels Països Catalans i d'Espanya, i el 1998 guanyà el segon premi de la Tercera Secció del Certamen Internacional de Bandes de València.
La Banda de Música ha aconseguit premis en certàmens internacionals: València (1998), 2n premi de la tercera secció; Kerkrade (Holanda – 2001), 1er premi de la 2a. Secció i Altea, 2n premi de la 1a secció i el 2002 va rebre la Creu de Sant Jordi per la projecció que ha contribuït a donar —també amb el concurs de l'escola de música— a la vila de la Sénia i a la comarca del Montsià en el seu conjunt.
Entre l'octubre de 2003 i novembre de 2004 va celebrar els actes del seu centenari. Des del 2007 organitza l’únic certamen internacional de bandes de música que se celebra a Catalunya. També ha organitzat diversos cursos de direcció amb destacats professors de nivell internacional, entre altres Eugene Corporon, Johan de Meij, Alex Schillings, Thomas Doss i José Rafel Pascual Vilaplana.